# Lorran
Lorran de Oliveira Quintanilha (Búzios, Brasil, 28 de enero de 1996) es un futbolista brasilero que juega como lateral izquierdo. Actualmente milita en el Serra Macaense FC del Campeonato de fútbol Carioca - Serie B1.

## Estadísticas
Actualizado al 9 de octubre de 2016.
| Vasco da Gama · Brasil                             | 2.ª           | 2014          | 11 | 0 | 0 | 0 | 2 | 0 | - | - | 13 | 0 |
| Vasco da Gama · Brasil                             | 1.ª           | 2015          | 0  | 0 | 4 | 0 | 1 | 0 | - | - | 5  | 0 |
| Vasco da Gama · Brasil                             | Total club    | Total club    | 11 | 0 | 4 | 0 | 3 | 0 | 0 | 0 | 18 | 0 |
| Total carrera                                      | Total carrera | Total carrera | 11 | 0 | 4 | 0 | 3 | 0 | 0 | 0 | 18 | 0 |
| (1)Incluidos los datos de la Copa de Brasil (2014) |               |               |    |   |   |   |   |   |   |   |    |   |